# Kasteelhoeve van Wijer
De Kasteelhoeve van Wijer is een hoevecomplex dat behoorde bij het Kasteel van Wijer en gelegen is aan Grotestraat 209 te Wijer. 
De kasteelhoeve werd gewoonlijk verhuurd aan een pachter, die ervoor moest zorgen dat de velden bewerkt werden en vruchten voortbrachten. Hiermee werd voorzien in de levensbehoeften van de kasteelbewoners. De hoeve was oorspronkelijk verbonden met het kasteel via een ophaalbrug, maar sinds de 17e eeuw door een stenen brug. Het is een vierkantshoeve, waarvan het oudste deel stamt uit 1648, toen Arnold de Kerckhem en zijn vrouw (en nicht) Anne-Marie de Kerckhem het kasteel bewoonden. De familie Willems, kasteelheren in de 20e eeuw, verkochten in 1969 de hoeve met omliggende landerijen aan de familie Kumpen. Deze firma begon met het ontginnen van de kleilagen van de landerijen, voor hun buizenfabriek in Hasselt. Stilaan raakte de hoeve in verval. In 1997 werd de kasteelhoeve gekocht door Erik en Tessa Feldhaus van Ham, die een grondige restauratie doorvoerden. Sinds 2007 is het een erfgoedlogies onder de naam: Kasteelhoeve de Kerckhem.
Het complex is gegroepeerd rondom een rechthoekige binnenplaats. De westgevels, uitgevoerd in Maaslandse renaissancestijl, zijn uitgevoerd als trapgevel. Verder zijn er schuren, een wagenhuis, een serre, en stallen, waarvan de westelijke nog een kern in vakwerkbouw bezit. Ook zijn er enkele toegevoegde gebouwen uit de 19e eeuw.
Het kasteelcomplex bevindt zich op het grondgebied van drie vroegere gemeentes: het kasteel zelf in Wijer, de woning van de hoeve in Kozen en de schuur met bijgebouwen en het koetsiershuis in Stevoort. De grens loopt dwars over de binnenplaats van de hoeve. Het kasteel is verbonden met de drie dorpen via drie dreven.
1. ↑  Het kasteel van Wijer - brochure door Jozef Bonneux (1917-2000), heemkundige. Uitgegeven in 1995.